# Dougaj
Dougaj est une région qui est située au sud du Sahara occidental, plus exactement à mi-parcours entre la région d'Agounit et le mur marocain.